# Lia Marie Johnson
Lia Marie Johnson, née le 23 novembre 1996 à Wahiawa, dans l'État d'Hawaï, est une chanteuse, auteure-compositeure, actrice et vidéaste qui se distingue notamment par ses séries Web, notamment la série Web Kids React primée aux Emmy et créée par les Fine Brothers, ainsi que pour ses propres vlogs et productions sur les réseaux sociaux. 
Elle est connue pour son rôle dans le film Terry the Tomboy de Nickelodeon et pour ses rôles récurrents dans la série télévisée Side Effects de AwesomenessTV et My Music. En 2012, sa chaîne YouTube, « Lia Marie Johnson », a obtenu 16 millions de vues. En 2017, la chaîne YouTube de Lia aurait dépassé les 117 millions de vues et compte actuellement plus de 1,7 million d'abonnés, tandis que son compte Instagram était suivi par 1,5 million d'abonnés. Dans un profil d'Adweek de 2014, elle a été désignée comme l'une des « 10 plus grandes jeunes stars sur YouTube ». En 2015, elle a été nommée l'un des 100 meilleurs YouTubers au monde,.

## Biographie

### Enfance et vie privée
Johnson est née à Wahiawa, dans l'État d'Hawaï. Sa famille s'est finalement installée en Californie. En 2012, dans un épisode combiné de Teens React et de Elders React concernant l'élection présidentielle américaine de 2012, Johnson a déclaré qu'elle était démocrate.

### Carrière
Le compte YouTube de Johnson a été créé le 17 décembre 2007, avec les premières vidéos mises en ligne par sa mère, qui présentaient ses performances lors de spectacles de talents, et de récitals d'église. Après deux ans, Johnson a commencé à contrôler la chaîne, en créant un contenu qui comprend désormais des commentaires personnels, des sketches comiques et des performances musicales. En 2010, Johnson a commencé à travailler avec les Fine Brothers en tant qu'invité récurrent dans leur série Kids React. Cette exposition a augmenté le trafic sur sa propre chaîne et est devenue l'une des premières sources de sa renommée en ligne. À la suite des premiers épisodes de la série, elle a été surprise par le fait que des inconnus la reconnaissaient et l'appelaient en tant que fans. Elle a déclaré : « Je pense que Kids React était ma toute première vidéo virale, car tout le monde connaissait mon nom après cela ». 
En 2011, Johnson a été ajoutée à la distribution récurrente de la série dérivée Teens React. En 2014, elle a de nouveau été transférée dans le nouveau YouTubers React, qui présentait elle et diverses personnalités bien connues de YouTube. En 2014, Johnson a participé aux Nickelodeon Kids 'Choice Awards et a joué dans Terry the Tomboy: The Movie, un spin-off basé sur le personnage éponyme qu'elle interprète dans la série de sketches Nickelodeon, AwesomenessTV. En 2015, elle participe au single Latch de Disclosure, chante avec Alejandro Luis Manzano de Boyce Avenue et le publie sur YouTube. La chanson a été interprétée par le chanteur Sam Smith. Johnson a également figuré sur les couvertures de Adweek et de BYou Magazine,. Le 9 janvier 2015, Johnson a publié son premier single, Moment Like You, ainsi qu'un clip vidéo que l'on peut trouver sur sa chaîne YouTube. 
Elle est apparue dans la vidéo musicale du single Go Flex de Post Malone, qui est sorti le 28 avril 2016. Le 28 septembre, elle a expliqué à ses fans qu'elle avait signé chez Capitol Records et continuait de travailler sur l'album de musique qu'elle enregistrait depuis deux ans. Le mois suivant, elle sort son premier single intitulé DNA sur Capitol Records, qui dépasse les 29 millions de flux Spotify. Le 17 février 2017, Johnson a publié son deuxième single Cold Heart Killer. Le clip vidéo de la chanson est sorti le 10 mars 2017. 
Un an plus tard, Johnson a fait ses débuts avec son troisième single Champagne sorti le 17 mai 2018. 

## Filmographie

### Télévision
- 2008 : When Weather Changed History : Petite fille
- 2009 : Tim and Eric Awesome Show, Great Job! : Cheerleader
- 2009 : The Unit : Commando d'élite : Joueuse de football
- 2010 : Shane Dawson : Fille regardant Degrassi
- 2010-2011 : Kids React : elle-même
- 2010 : The Station : Bethanny
- 2010-2011 : OMGtv!! LIVE : elle-même
- 2011-2014 : Teens React : elle-même
- 2012 : Teens Wanna Know
- 2012-2014 : Terry the Tomboy : Terry
- 2012-2014 : MyMusic : Rayna
- 2013 : Spirits : Kaelyn Farrow
- 2013-2014 : AwesomenessTV
- 2014 : React to That : elle-même
- 2014-2015 : YouTubers React : elle-même
- 2016-2018 : T@gged : Hailey Jensen

### Cinéma
- 2008 : No Man's Land
- 2009 : Shattered Allegiance : Danielle Rourke à 10 ans
- 2009 : I Do and I Don't : Kim à 10 ans
- 2009 : Collide : Petite fille
- 2009 : Cam Gigandet vs. Twilight Fans : Fan #7
- 2010 : The Ryan and Randi Show : Chanteuse
- 2010 : Sidewalk Symphony : Joueuse de tambour
- 2011 : Monster in My Swimming Pool : Katie
- 2011 : The Rehearsal : Penny
- 2012 : Nerd Wars! : Doris
- 2012 : Open Your Eyes
- 2012 : It's a Criminal World
- 2012 : Finding Cody : Lilli
- 2013 : Counterpunch : Lia
- 2014 : Expelled : Katie
- 2014 : Terry the Tomboy : Terry
- 2015 : Everything Before Us : Tiff
- 2016 : The Thinning : Ellie Harper
- 2016 : American Wrestler: The Wizard : Kristi Larson
- 2018 : Bayou Caviar : Kat
- 2018 : The Thinning: New World Order : Ellie Harper
- 2022 : Murder at Yellowstone City de Richard Gray

## Discographie

### Artiste principal
- 2015 : Moment Like You
- 2016 : Falling For You (Norman Doray & Anevo featuring Lia Marie Johnson)
- 2016 : DNA
- 2017 : Cold Heart Killer
- 2018 : The Wave avec R3hab
- 2018 : Champagne

### Artiste secondaire
- 2015 : Let's Roll de Trevor Moran
- 2016 : Youth de Troye Sivan
- 2016 : Go Flex de Post Malone

## Récompenses et nominations
- Woodie Awards 2015 : Social Climber Woodie[13]